# Барон Дарлинг

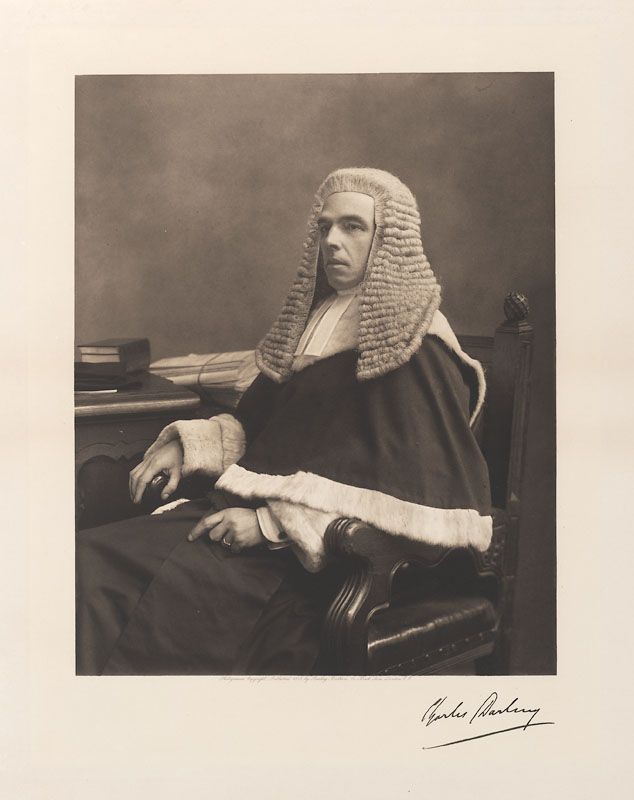
Чарльз Джон Дарлинг, 1-й барон Дарлинг (1849—1936)

Барон Дарлинг из Лангама в графстве Эссекс — наследственный титул в системе Пэрства Соединённого королевства. Он был создан 12 января 1924 года для сэра Чарльза Дарлинга (1849—1936), бывшего консервативного члена парламента от Дептфорда (1888—1897) и судьи Высокого суда. 
По состоянию на 2024 год носителем титула являлся его правнук, Роберт Джулиан Генри Дарлинг, 3-й барон Дарлинг (род. 1944), который стал преемником своего отца в 2003 году.

## Бароны Дарлинг (1924)
- 1924—1936: Чарльз Джон Дарлинг, 1-й барон Дарлинг (6 декабря 1849 — 29 мая 1936), старший сын Чарльза Дарлинга (1806—1862)[1];
- 1936—2003: Майор Роберт Чарльз Генри Дарлинг, 2-й барон Дарлинг (15 мая 1919 — 16 октября 2003), старший сын майора достопочтенного Джона Клайва Дарлинга (1887—1933), внук предыдущего[2];
- 2003 — настоящее время: Роберт Джулиан Генри Дарлинг, 3-й барон Дарлинг (род. 29 апреля 1944), единственный сын предыдущего[3];
  - Наследник титула: достопочтенный Роберт Джеймс Киприан Дарлинг (род. 6 марта 1972), старший сын предыдущего[4];
    - Наследник наследника: Роберт Джек Льюис Дарлинг (род. 14 июня 2008), единственный сын предыдущего[5].